# Berenguer d'Entença i Santmartí-Castellvell

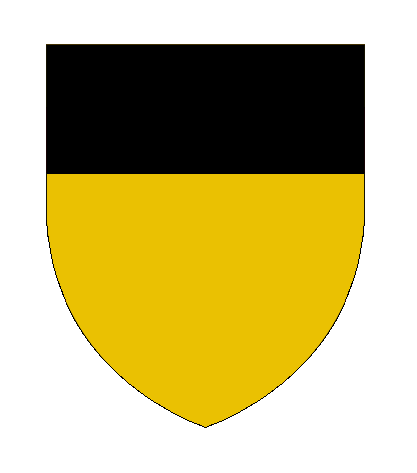
Escut d'armes de la casa d'Entença.

Berenguer de Montpeller Subirats-Sant Martí d'Entença o Berenguer V d'Entença (? - 1294/1300) fou el cinquè baró d'Entença, i senyor de Xiva, Tivissa, Pratdip, Falset i Marçà. El seu pare fou Berenguer IV d'Entença. Es va casar amb la dama Galbors de Montcada i van tenir un total de dotze fills, entre els quals destacaren:
- Guillem d'Entença i de Montcada (sisè baró d'Entença)
- Berenguer d'Entença i de Montcada, cap d'almogàvers i company de Roger de Flor.
- Saurina d'Entença i de Montcada, casada amb l'almirall Roger de Llúria.